# Yūji Sakamoto
Yūji Sakamoto (japanisch 坂元裕二, Sakamoto Yūji; * 12. Mai 1967 in Ōsaka) ist ein japanischer Drehbuchautor.

## Leben
Sakamoto ging seit seiner Grundschulzeit allein ins Kino und wollte schon früh in der Filmindustrie arbeiten. Er ist mit der japanischen Schauspielerin Yōko Moriguchi verheiratet, das Paar hat ein Kind.

## Karriere
Als Sakamoto 19 Jahre alt war, wurde er 1987 für sein Drehbuch „GIRL-LONG-SKIRT – Is it okay if I hate you“ mit dem 1. Fuji Television Young Scenario Award ausgezeichnet. Es folgten die Drehbücher von vielen in Japan erfolgreichen Serien wie Our Textbook, Mother und Quartet. Seit 2004 verfasste Sakamoto auch Drehbücher für Filmspiele, unter anderem für We Made a Beautiful Bouquet, Die Unschuld oder In Love and Deep Water.
Der Film We Made a Beautiful Bouquet erfreute sich in Japan großer Beliebtheit und konnte 2021 mehrere Wochen lang den ersten Platz bei den Einspielergebnissen belegen. Der japanische Film In Love and Deep Water, für den er ebenfalls das Drehbuch schrieb, wurde von der Streamingplattform Netflix gekauft. Seinen bis dahin größten internationalen Erfolg feierte Sakamoto, als er im Mai 2023 den ersten Platz beim Filmfest von Cannes mit dem Drehbuch für Monster einnehmen konnte.
Seit 2016 lehrt Sakamoto als Professor an der Tōkyō Geijutsu Daigaku (東京藝術大学 Universität der Künste Tokio) das Fach Film mit dem Schwerpunkt Drehbuchschreiben.

## Auszeichnungen
2017 wurde Sakamoto mit dem 92. Drama Academy Award (第92回ザテレビジョンドラマアカデミー賞) für die Fernsehserie Quartet geehrt. Der Preisträger dieses japanischen Preises wird aufgrund von Zuschauerumfragen, einer Jury und der Kritik von Filmreportern ermittelt.
Im April 2023 erhielt er für seine Leistung als Drehbuchautor die Medaille am Violetten Band (紫綬褒章, Shijuhōshō), eine japanische Ehrenmedaille. Im nächsten Monat gewann Sakamoto für sein Drehbuch zu Koreedas Film Die Unschuld den Preis für das beste Drehbuch beim den Internationalen Filmfestspielen von Cannes 2023. Es war das erste Mal seit 1995, dass Koreeda das Drehbuch zu seinem Film nicht selbst geschrieben hatte. Sakamoto war, wie Koreeda in einem Interview hervorhob, sein Wunschautor.

## Drehbücher (Auswahl)

### Filme
- 2004: Crying Out Love, in the Center of the World (Sekai no chushin de, ai o sakebu)
- 2006: Gimme Heaven (Gimî hebun)
- 2007: The Adventures of Super Monkey (Saiyuki)
- 2021: We Made a Beautiful Bouquet (Hanataba Mitaina Koi o Shita)
- 2023: In Love and Deep Water (Kureiji Kuruzu)
- 2023: Die Unschuld (Kaibutsu)

### Serien
- 1991: Tokyo Love Story (nach dem gleichnamigen Manga umgeschriebene Serie), für Fuji TV
- 2003: There’s Someone Watching >Anata no Tonari ni Dareka Iru), für Fuji TV
- 2004: Last Christmas, für Fuji TV
- 2004: To The One I Love (Itoshi Kimi e), für Fuji TV
- 2006: Adventures of the Super Monkey: Journey to the West (Saiyuuki), für Fuji TV
- 2007: Our Textbook (Watashitachi no Kyokasho), für Fuji TV
- 2010: Mother, für NTV
- 2010: Chase (Chase – Kokuzei Sasatsukan), für NTV
- 2011: Still, Live Goes On (Soredemo, Ikite Yuku), für Fuji TV
- 2013: Woman, für NTV
- 2016: Love That Makes You Cry (Itsuka Kono Koi wo Omoidashite Kitto Naite Shimau}, für Fuji TV
- 2017: Quartet, für TBS
- 2018: Anone, für NTV
- 2021: My Dear Exes (Omameda Towako to Sannin no Motootto), für Fuji TV
- 2022: Love with a Case (Hatsukoi no Akuma), für NTV